# ريتشارد هينز
ريتشارد هينز (بالإنجليزية: Richard Haines)‏ هو رسام وفنان أمريكي، ولد في 20 ديسمبر 1906 في ماريون في الولايات المتحدة، وتوفي في 9 أكتوبر 1984 في لوس أنجلوس في الولايات المتحدة.